# 4275 Bogustafson
4275 Bogustafson eller 1981 EW14 är en asteroid i huvudbältet som upptäcktes den 1 mars 1981 av den amerikanska astronomen Schelte J. Bus vid Siding Spring-observatoriet. Den är uppkallad efter den svensk-amerikanske astronomen Bo Åke Sture Gustafson.
Asteroiden har en diameter på ungefär 3 kilometer och den tillhör asteroidgruppen Eunomia.